# McNeil (Arkansas)
McNeil est une municipalité du comté de Columbia, dans l’État de l’Arkansas aux États-Unis.

## Démographie
| 1890 | 1900 | 1910 | 1920 | 1930 | 1940 | 1950 | 1960 |
| ---- | ---- | ---- | ---- | ---- | ---- | ---- | ---- |
| 294  | 260  | 482  | 448  | 460  | 694  | 597  | 746  |

| 1970 | 1980 | 1990 | 2000 | 2010 | - | - | - |
| ---- | ---- | ---- | ---- | ---- | - | - | - |
| 684  | 725  | 686  | 662  | 516  | - | - | - |